# 빅토르 안드라지 산투스
빅토르 안드라지 산투스(포르투갈어: Victor Andrade Santos, 1995년 9월 30일 ~ )는 브라질의 축구 선수로, 포지션은 공격수이다. K리그1의 수원 FC에서 활약하였으며 K리그 등록명은 빅터이다.